# Le Crime de madame Lexton
Pour plus de détails, voir Fiche technique et Distribution.
Le Crime de Madame Lexton (titre original : Ivy) est un film américain réalisé par Sam Wood, sorti en 1947.

## Synopsis
Au début du XXe siècle, une très belle jeune femme, mariée à un bourgeois ruiné, décide d'empoisonner son mari et de faire accuser son amant du meurtre, afin d'épouser un homme fortuné dont elle vient de faire la connaissance.

## Fiche technique
- Titre : Le Crime de Madame Lexton
- Titre original : Ivy
- Réalisation : Sam Wood
- Scénario : Charles Bennett d'après le roman The Story of Ivy de Marie Belloc Lowndes
- Photographie : Russell Metty
- Montage : Ralph Dawson
- Musique : Daniele Amfitheatrof
- Direction artistique : Richard H. Riedel
- Décors : Russell A. Gausman et Ted Offenbecker
- Costumes : Orry-Kelly
- Producteur : William Cameron Menzies
- Producteur exécutif : Sam Wood
- Société de production : Interwood Productions
- Société de distribution : Universal Pictures
- Pays d'origine : États-Unis
- Format : Noir et blanc - 35 mm - 1,37:1 - Son : mono (Western Electric Recording)
- Genre : Film dramatique, Thriller, Film noir
- Durée : 99 minutes
- Dates de sortie :
  - États-Unis : 26 juin 1947 (première à New York)
  - France : 11 août 1948

## Distribution
- Joan Fontaine : Ivy Lexton
- Patric Knowles (VF : Michel Gudin) : Roger Gretorex
- Herbert Marshall (VF : Richard Francœur) : Miles Rushworth
- Richard Ney (VF : Roger Till) : Jervis Lexton
- Cedric Hardwicke (VF : Jean Mauclair) : Inspecteur Orpington
- Lucile Watson (VF : Cécile Didier) : Mme Gretorex
- Sara Allgood : Martha Huntley
- Henry Stephenson : Juge
- Rosalind Ivan (VF : Lita Recio) : Emily
- Lillian Fontaine : Lady Flora
- Molly Lamont : Bella Crail
- Una O'Connor (VF : Cécile Dylma) : Mme Thrawn
- Isobel Elsom : Miss Chattle
- Alan Napier (VF : Georges Spanelly) : Sir Jonathan Wright

Et, parmi les acteurs non crédités :
- Paul Cavanagh (VF : Christian Argentin) : Docteur Berwick
- Lumsden Hare (VF : Allain Dhurtal) : Docteur Lanchester
- Gavin Muir : Sergent
- Wyndham Standing : Juge-adjoint

## Récompenses et distinctions
- Le film a été présenté en sélection officielle en compétition au Festival de Cannes 1947[1].